# رستم سعيدوف
رستم سعيدوف (مواليد 6 فبراير 1978) هو ملاكم أوزباكستاني، مثّل بلاده في الألعاب الأولمبية الصيفية في دورتي 2000 و2004.

## روابط خارجية
رستم سعيدوف على موقع بوكس ريك (الإنجليزية) (registration required)
- رستم سعيدوف على موقع اللجنة الأولمبية الدولية (الإنجليزية)
- رستم سعيدوف على موقع أوليمبيديا (الإنجليزية)